# Vefa Yamanoğlu
Vefa Yamanoğlu (* 1959 in Istanbul) ist ein ehemaliger türkischer Fußballspieler.

## Karriere
Yamanoğlu spielte in der Saison 1981/82 ein Ligaspiel für Galatasaray Istanbul. Yamanoğlu kam in der Partie gegen Fenerbahçe Istanbul zum Einsatz. Der Stürmer wurde in der 78. Spielminute für Mustafa Turgat eingewechselt. Am Ende der Spielzeit gewann Yamanoğlu den türkischen Fußballpokal.
In der Spielzeit 1984/85 spielte Yamanoğlu für Fatih Karagümrük SK in der 2. Liga.

## Erfolg
Galatasaray Istanbul
- Türkischer Fußballpokal: 1982